# Arzén (elem)
Arzén: (légykő, egérkő; nyelvújításkori magyar neve: mireny) félfém, a foszfor, az antimon és a bizmut társaságában a nitrogén-csoport (a periódusos rendszer 15. csoportjának, illetve 5. főcsoportjának) tagja. Neve görög eredetű: arzenikosz annyi, mint vakmerő. Vegyjele As. Egyetlen, stabil, természetes izotópja az 75As, relatív atomtömege 74,9216.

## Felfedezése
Az arzén szulfidját már Arisztotelész is ismerte. Elemi állapotában Albertus Magnus állította elő 1250-ben. Már az i.e. 5. században Hippokratész is kezelt fekélybetegeket arzénnal, de a gyógyászatban rendszeresen Paracelsus (1493–1541) kezdte alkalmazni.

## Tulajdonságai

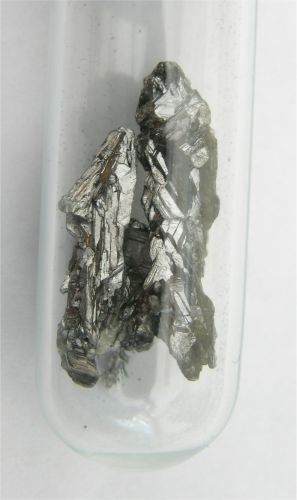
Arzén

Egyetlen, stabil, természetes izotópja az 75As, relatív atomtömege 74,9216. Elektronszerkezete: [Ar] 4s2 3d10 4p3; azaz elektronszerkezetében három párosítatlan elektron található. Ennek megfelelően három lehetséges redoxi állapota az As3-, az As3+ és az As5+. Elektronegativitása 2,0; ionizációs energiája 5,825 (4p3) és 16,361 (4s2 4p3) MJ/mol. Elektronegativitása és ionizációs energiái is a foszforéhoz közeliek, így a legtöbb nemfémes elemmel könnyen alakít ki erős kovalens kötést. Mind az As3+-nak, mind az As5+-nek sokféle szerves vegyületét ismerjük.
Az elemi arzénnek több allotrop módosulatát ismerjük. Stabil változata négyatomos arzénmolekulák halmaza: szürke, fémfényű, törékeny; a hatszögű rendszerben kristályosodik. Fajlagos tömege 5,73 g/cm³, fajhője 0,083. Száraz levegőn ezt az állapotát hosszú ideig megőrzi, a nedvesség hatására azonban felülete oxidálódik: az eleinte narancs-bronz színű bevonat idővel megfeketedik.
Levegőn hevítve nem olvad meg, hanem gőzzé szublimál, és eközben citromsárga, jellemzően fokhagymaszagú, mérgező As2O3-dá oxidálódik. Gőzsűrűsége 10,2 (levegő = 1) vagy 147 (hidrogén = 1), tehát gáz-halmazállapotú. Zárt edényben, nagy nyomású levegőben megolvasztható. Meggyújtva fakó kékes lánggal arzén-trioxiddá ég el. A halogén elemekkel már szobahőmérsékleten is egyesül: a fluorral AsF5-öt, a többiekkel arzén-trihalogenideket képez. Oxidáló közegben egy része As2O3-dá, más része As2O5-dá alakul; oxidjainak vizes oldata az arzénessav (H3AsO3), illetve az arzénsav (H3AsO4).

## Előfordulása
A földkéregben szokásos mennyisége 0,1–20 mg/kg; átlagosan 1,8 mg/kg (a fölső kéregben 2,0 mg/kg, az alsó kéregben 1,3 mg/kg (Wedepohl, 1995).
Koncentrációjának várható értéke a bázikus magmás kőzetekben (2 mg/kg) némileg nagyobb, mint az ultrabázitokban (1 mg/kg) vagy a granitoidokban (1,5–1,9 mg/kg). Ezek a kis koncentrációk annak köszönhetők, hogy a magma kihűlésekor nagyobbik része nem épül be a kikristályosodó kőzetekbe, hanem a visszamaradó, úgynevezett utómagmás, melegvizes oldatokban tör a felszín felé. Az üledékes kőzetekben fő koncentrátorai egyrészt a vas és mangán oxi-hidroxidjai, másrészt a szulfidok és a már említett foszfátok, harmadrészt pedig az agyagásványok – mindezeken erősen megkötődik, tehát felszíni–felszínközeli körülmények között kevéssé mozgékony. Fentiek eredményeként a koncentrálódásra igen hajlamos: Magyarországon mért legnagyobb dúsulása természetes állapotú talajban 2547 mg/kg. A felszínközeli körülmények közt csak savas közegben és redukált (As3+) állapotában mozgékony; az arzenát iont (AsO3−4) a felsoroltakon kívül a szerves anyag is megköti.
Néhány természetes közeg arzéntartalma:
- kőszén 5–45 mg/kg (pernye, korom kb. 440 mg/kg-ig),
- agyag 8,0 mg/kg,
- talaj 0,1–50 mg/kg[2] (a leggyakrabban 1 és 20 mg/kg között)
- kőolaj 0,2–0,3 mg/l
- folyóvíz átlag 1,7 µg/l
- tengervíz 2–4 µg/l
- ásványvizek 1–190 µg/l
- levegő (európai átlag) 16 ng/m³.

A rendkívül ritka termésarzén ásványtani neve: arzénfény. Számos szulfidásványban helyettesíti a kén egy részét – ezek a vegyületei az úgynevezett szulfosók. A kénnel közös ásványa a realgár (AsS) és az auripigment (As2S3). Oxidásványa az arzenolit (As2O3).
Legfontosabb ásványa egy, a vassal közös szulfid, az arzenopirit (FeAsS). További, fontosabb szulfidjai:
- löllingit (FeAS2),
- szafflorit (CoAS2).

Fémekkel és kénnel együtt számos ércben is előfordul; a szulfidásványokban helyettesíti a kén egy részét – ezek a vegyületei az úgynevezett szulfosók. Az As3+ ion rendkívül korlátozottan a Fe3+ és az Al3+, az As5++ pedig a P5+ ion helyettesítésére is képes – ez utóbbi következtében halmozódik fel az arzén a foszfátokban. Gazdaságilag legjelentősebb ásványa az arzenopirit (FeAsS). Bár önálló – pontosabban, a higannyal és/vagy az antimonnal közös – lelőhelyei is vannak, a világtermelés javát az arany-, réz-, cink- ólom- és kobaltbányászat melléktermékeként nyerik ki.
Európa ártéri üledékeiben és patakhordalékaiban várható értéke 6 mg/kg; a talajokban ugyancsak 6, az altalajban 5 mg/kg; a felszíni vizekben 0,63 μg/l.
Európa Geokémiai Atlaszának térképein:
- Európa ártéri üledékeinek savoldható arzéntartalma[halott link]
- Európa felszíni vizeinek arzéntartalma

jól látható, hogy a Kárpát-medencében erős, regionális arzén-anomália alakult ki. A Kárpát-medence talajainak arzéntartalma:
- Európa feltalajainak savoldható arzéntartalma[halott link]
- Európa altalajainak savoldható arzéntartalma

azonban nem kiugró, mivel a szikesedés hatására lúgos kémhatású környezetben az arzén lemosódik a talajvízbe.
Ennek megfelelően Magyarország négy geokémiai nagytáján háttérkoncentrációi (az ártéri üledékekben, hordalékokban, illetve talajokban) az 1–60, várható értékei a 7–12 mg/kg tartományba esnek; változékonyságuk alapvetően a talaj kémhatásának függvényében igen jelentős. A magyar környezetvédelmi jog ezt nem veszi figyelembe: az arzén szennyezettségi határértéke a magyarországi talajokban 15 mg/kg. A legtöbb arzént a 4. (keleti) nagytájon találjuk, ahol az erdélyi bányavidék és a felvidéki nehézipari központok felől érkező folyók árterein a színesfémek (réz, cink, ólom) kísérő elemeként ülepszik ki. Kiugróan nagy értékekkel jelenik meg a Duna–Tisza közének déli részén, ahol a jégkorszakban a vasoxi-hidroxidokon megkötött arzén (a mocsarasodás vagy a mészfelhalmozódás eredményeként) napjainkban mobilizálódik.
Jogszabályban előírt, „hivatalos” háttér értéke Magyarország talajaiban 10 g/t; szennyezettségi határértéke 15 g/t. Tényleges háttér értéktartományai Magyarország geokémiai nagytájain:
- 1. nagytáj: < 2,5–19 g/t
- 2. nagytáj: < 2,5–57 g/t
- 3. nagytáj: 5,8–13 g/t
- 4. nagytáj: 5,4–22 g/t

Szennyezettségi határértéke a felszín alatti vizekben 25 μg/l. A rétegvizekben hazánk területének mintegy negyedén – főleg az Alföld keleti és déli részén – gyakorta az ivóvíz szabványban engedélyezettnél nagyobb koncentrációkban fordul elő. Az ilyen vízadókból nyert víz csak arzénmentesítés után vagy máshonnan, csővezetéken odavezetett vízzel keverve fogyasztható. Uniós csatlakozásunk egyik fontos környezetvédelmi problémája az volt, hogy az EU előírásai szerint az ivóvíz megengedhető arzéntartalma mindössze 10 μg/l (Magyarországon korábban 50 μg/l volt). Ezen előírás átvételéhez jelentős arzénmentesítő beruházásokra volt, illetve van szükség.

## Előállítása
Arzenopiritből úgy állítható elő, hogy az ásványt a levegőtől elzárva erősen hevítik. Nagyon tiszta arzént az arzén-trioxid szenes redukciójával kaphatunk.

## Élettani hatásai
Egészen kis mennyiségekben esszenciális, de leginkább toxikus hatásai jelentősek. Az emberi szervezetnek naponta 0,012–0,025 mg arzénre van szüksége. A jóval ritkábban előforduló As3+ vegyületei sokkal mérgezőbbek, mint az As5+-éi. Szerves vegyületei kevésbé toxikusak, mint a szervetlenek.
Arzénvegyületek mérgező dózisai (LD50, mg/kg):
- Arzén-hidrid – AsH3: 3
- Kálium-arzenit – K3AsO3: 14
- Arzén-trioxid – As2O3: 20
- Fenil-arzénsav – C6H5–H2AsO4 :50
- Dimetil-arzénsav – (CH3)2-HAsO3: 700–2000
- Arzeno-kolin – (CH3)2-As-CH2-CH2OH: 10 000
- Arzeno-betain – (CH3)2-As-CH2-COOH: 10 000

Főleg az emésztőrendszert, a csontvelőt és az idegrendszert károsítja (nagyobb dózisokban gyorsan ható méreg). Átlagos mennyisége az emberi szervezetben 0,05 mg/kg – a legtöbb arzént a dohányfüstből és a tengeri élőlények fogyasztásával vehetjük fel. Az ember napi átlagos arzénfogyasztását 0,01–0,3 mg közé teszik; 5–50 mg/nap fölött az arzénterhelés mérgezővé, a 100–300 mg/nap tartományban halálossá válik. Ez a mennyiség szoktatással növelhető: aki hozzászokott, napi 0,5 g arzént is elfogyaszthat anélkül, hogy egészsége akár a legcsekélyebben károsodna.
Az emberi szervezet számára elviselhető (táplálékkal és egyéb módon felvehető) napi As-bevitel megengedett értéke Belgiumban 10,8 µg, az USA-ban 19 µg.
Az egyes élőlények rendkívül eltérően reagálnak az arzénterhelésre – a növények többnyire jóval érzékenyebben, mint (az édesvízi halak kivételével) az állatok. A kivételek egyike az arzén-hiperakkumulátorként ismert Pteris vittata páfrányfaj. A biotranszformáció növelheti, de csökkentheti is hatását. Így például a Penicillum brevicaule egysejtű gombafaj az arzént nagyon mérgező trimetil-arzénné alakítja, viszont a meleg tengerek táplálékláncában az arzén a faunára veszélytelen arzén-betainné alakul át, és az további biotranszformáció nélkül kiürül a szervezetből. Éppen ezért a tengervízben élő halak, rákok és kagylók hihetetlenül sok – akár 10 mg/kg – arzént is képesek felhalmozni a legcsekélyebb károsodás nélkül.

### Az arzénmérgezés
Az arzén a legmérgezőbb félfém. Nemcsak az emberre, hanem minden magasabb rendű élőlényre nézve is mérgező. Bár az arzén okozta mérgezések megritkultak, de ma is előfordulnak. A múltbeli mérgezéseket leginkább patkánymérgek, légypapír, arzéntartalmú fukszin, de a schweinfurti zölddel vagy Scheele-zölddel festett gyermekjátékok, tapéták, szövetek, sőt élelmiszerek is okozhatták. A szervezetbe jutó arzén az enzimekhez kapcsolódva, gyomorpanaszokat, nyelőcsőfájdalmat, hányást és véres hasmenést okozva befolyásolja a sejtfolyamatokat. A mérgezés után a bőr hideg és nyirkos lesz, a vérnyomás lezuhan, a beteg görcsök között kómába esik. Az arzénmérgezés krónikus is lehet: ilyenkor hosszabb időn át gyengeséget, fáradtságot okoz. A fokozott festékanyag-képződés a bőrt kiszárítja és erősen pigmentálja, a száj nyálkahártyája megduzzad. Végül károsodnak az idegek, ami szúró fájdalommal, zsibbadással és átmeneti bénulásokkal jár. A halált végül szívelégtelenség, a csontvelő helytelen működése vagy fertőzés okozhatja. Ha a mérgezést egyetlen nagy dózis okozza (akut mérgezés), a halál egy napon belül (bizonyos esetekben már néhány óra múlva) bekövetkezhet. Akut mérgezés esetén az arzén elsősorban a bél nyálkahártyájára hat, igen hamar. Tünetei: fájdalmak, hányinger, hányás, hasmenés, izzadás és a torokban kaparó-égő érzés – ezeket ájulás és halál követheti. Az arzén iránti egyéni érzékenység széles skálán változhat: egyes emberekben tolerancia alakulhat ki az arzén olyan dózisaival szemben is, amelyekbe mások belehalnak.
Ha a mérgezés nem volt halálos, a lábadozás igen lassú, a betegek hosszú ideig kimerültek, olykor reszketegség, szellemi gyöngeség marad vissza. Hevenyebb mérgezések után általános sorvadás indul be a szervezetben, és a megmérgezett személy hetek múlva hal meg. Jellemző, hogy az arzénmérgezésben elhunytak haláluk után összeasznak, kiszáradnak, mint a múmiák. Ennek oka, hogy a fertőtlenítő hatású arzén elpusztítja a rothadást okozó lebontó baktériumokat is. Az arzénmérgezettek boncolásakor a belekben vérhashoz hasonló erős gyulladás, valamint a szív, a máj és a vesék elzsírosodása észlelhető.
Mivel az arzén kémiai elem (azaz nem bomlik tovább egyszerűbb összetevőkre), a mérgezett hajában, körmében és vizeletében az arzénnyomok a boncolás után is kimutathatók.
Az akut mérgezést szenvedett beteget sürgősen kórházba kell szállítani. Ilyenkor a gyomormosás és a folyadékpótlás életmentő lehet, azonnal Dicaptolt kell adni két vagy három napon keresztül, ezután pedig penicillamint mindaddig, amíg a vizelet arzénmentes nem lesz. A mérgezettet kezelni kell kiszáradás, sokk, tüdőödéma és májkárosodás ellen, továbbá a Dicaptol-kezelés befejezése után művesekezelés is szükséges lehet. A krónikus mérgezést szintén Dicaptollal kezelik.

### Az arzénes ivóvíz problémája
A világon ma már az arzén a fogyasztásra alkalmas tengeri élőlények, illetve - Magyarországon főleg ez utóbbi érvényes - az ivóvíz révén kerül be az emberi szervezetbe.
Az Európai Unió egy liter ivóvízben legfeljebb 10 mikrogramm arzént enged meg, ezzel szemben Magyarországon a régi szabvány 50 mikrogramm/liter értéket írt elő. Az EU 2014-ig írta elő, hogy Magyarország megfeleljen az előírásainak. Ezt csak nagyon drága beruházásokkal sikerült volna megvalósítani, de "itt jön a képbe a szenzációs találmány, amely egy magyar, bizonyos Schremmer László nevéhez kötődik. A feltaláló rájött arra, hogy egy malomipari melléktermék, a törek alkalmas arra, hogy egy sor más oldott szennyezőanyag mellett az arzént is kiszűrje a vízből."

## Felhasználása
A gyakorlatban felhasznált arzénnek csak csekély része elemi arzén.

### Gyógyászati alkalmazása
Az arzént gyógyszerként mint antidiszkratikát használják például váltóláz, krónikus bőrbajok orvoslására. Erre a célra jók az arzénes gyógyvizek (parádi, róncegnoi vagy levicoi víz) is. Csontbetegségek (csontlágyulás, angolkór) és ideges görcsök (az úgynevezett vitustánc) vagy zsába ellen szintén sikerrel használják az arzént, rendesen az ún. Fowler-oldat (arzénessavas kálium-oldat) alakjában.